# Вінграновський ART FEST
«Вінграновський ART FEST» — щорічний мистецький фестиваль, присвячений українському письменнику-шістдесятнику, режисеру, актору, сценаристу і поету Миколі Вінграновському. Перший «Вінграновський ART FEST» відбувся 4 листопада 2023 року на малій батьківщині поета — у місті Первомайську Миколаївської області. Проєкт засновано українським ведучим Олександром Висоцьким.

## Історія

### 2021 рік
2021 року команда організаторів Фестивалю Тараса Шевченка Ше.Fest відвідала місто Первомайськ в рамках проєкту «Ше.Fest мандрує Україною». Саме тоді первомайці познайомилися з новим для себе проєктом: пили каву біля погруддя Шевченка, слухали «Шпилястих кобзарів» та Братів Капранових у міському парку, відвідали прем'єру вистави за мотивами життя Кобзаря. Того дня, 10 серпня, біля пам'ятника Тарасу Шевченку з уст режисера проєкту Олександра Висоцького вперше публічно прозвучала ідея заснувати у місті фестиваль Миколи Вінграновського — послідовника шевченкових ідей і видатного митця, що народився саме на цій землі.

### 2022 рік
2022 року в тому ж місті Первомайськ відбулася важлива культурна подія на підтримку ЗСУ — «Різдво для нескорених». Ця мистецька акція стала тригером для об'єднання небайдужих містян, волонтерів та художників міста. Тоді ідея організувати фестиваль присвячений Вінграновському прозвучала вдруге[відсутнє в джерелі]. Волонтерське та мистецьке середовище міста з ентузіазмом сприйняло цю ідею, зокрема: благодійний фонд «Первомайщина — наш оберіг», художня студія «Kat.Rina Art», мистецький хаб «Вінграновський», колектив Первомайського краєзнавчого музею.

### 2023 рік
2023 року команда «Ше.Fest» вдруге відвідала Первомайськ у рамках волонтерського проєкту на підтримку сил оборони України. 15 липня біля пам'ятника Шевченка у Первомайську, про фестиваль Вінграновського було сказано втретє[відсутнє в джерелі]. Цього разу команда Шевченківського фестивалю в особі Юлії Капшученко-Шумейко та ініціативна волонтерська група міста Первомайська в особі Катерини Баранюк підписали меморандум про співпрацю. В результаті чого первомайські волонтери взяли участь у фестивалі Тараса Шевченка в Моринцях на Черкащині, а оргкомітет Ше.Fest'у ініціював спільний проєкт первомайців і киян — «Вінграновський ART FEST», що вперше відбувся на батьківщині митця 4 листопада 2023 року.

## Мета

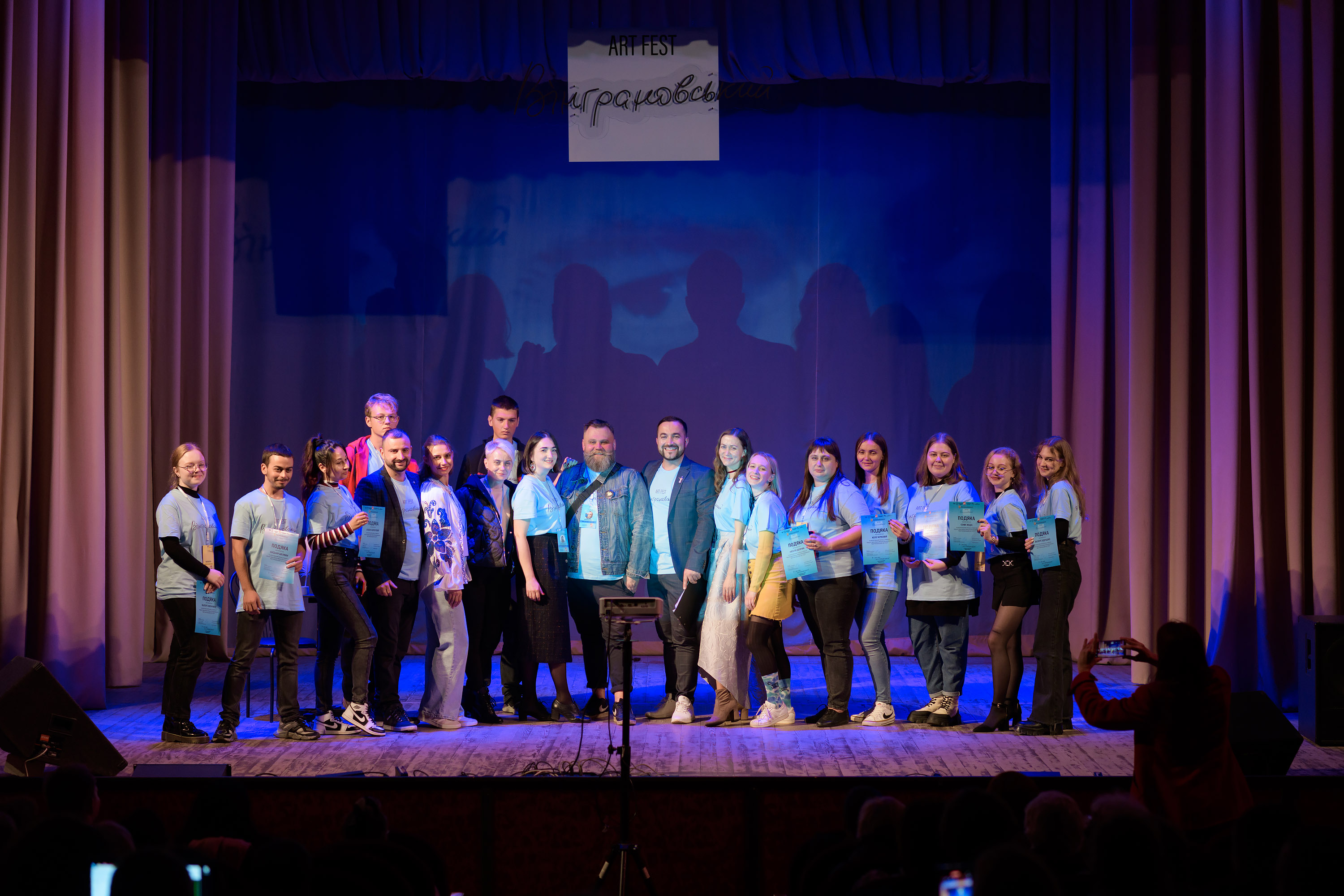
Організатори фестивалю «Вінграновський ART FEST-2023» на головній сцені Міського центру культури і дозвілля ім. Є. Зарницької, Первомайськ, 2023 рік

Культурно-мистецький проєкт створено з метою популяризації творчого спадку Миколи Степановича Вінграновського — поета, письменника, кіноактора, кінорежисера, сценариста, лауреата Шевченківської премії (1984), першого президента українського ПЕН-клубу. Важливими завданнями проєкту є підтримка процесів деколонізації українського півдня, розвитку волонтерського руху у регіоні, дерусифікації та просвіти[джерело?].

## Оргкомітет фестивалю[5]
- Олександр Висоцький — автор ідеї, засновник, режисер.
- Юлія Капшученко-Шумейко — керівниця проєкту.
- Катерина Баранюк — головна художниця.
- Костянтин Зубенко — артдиректор.
- Дар'я Грищенко — дизайнерка.
- Олександр Ганжа — звукорежисер.
- Богдана Гайворонська — прессекретарка.
- Яна Плотніцька — соціальна маркетологиня.
- Григорій Телятник — організатор.
- Вікторія Михайловська — координаторка волонтерів.
- Оксана Телятник — координаторка.
- Тоня Висоцька — координаторка локації.
- Артем Христенко — організатор.

## Співорганізатори першого фестивалю
- Громадська організація «Ше.Fest»
- Благодійний фонд «Янголи Нескорених»[6]
- Благодійний фонд «Первомайщина — наш оберіг»
- Первомайська міська дитяча громадська організація «Світ»

## Партнери та спонсори проєкту[7]
- Генеральний спонсор — CFO Club Ukraine[8][первинне джерело]
- Офіційний спонсор — компанія «EBS»[9][первинне джерело]
- Управління культури Первомайської міської ради
- Первомайський краєзнавчий музей
- Арт-хаб Вінграновський[10]
- Головний інформаційний партнер Гард.City.[11][первинне джерело]

## Вінграновський ART FEST-2023

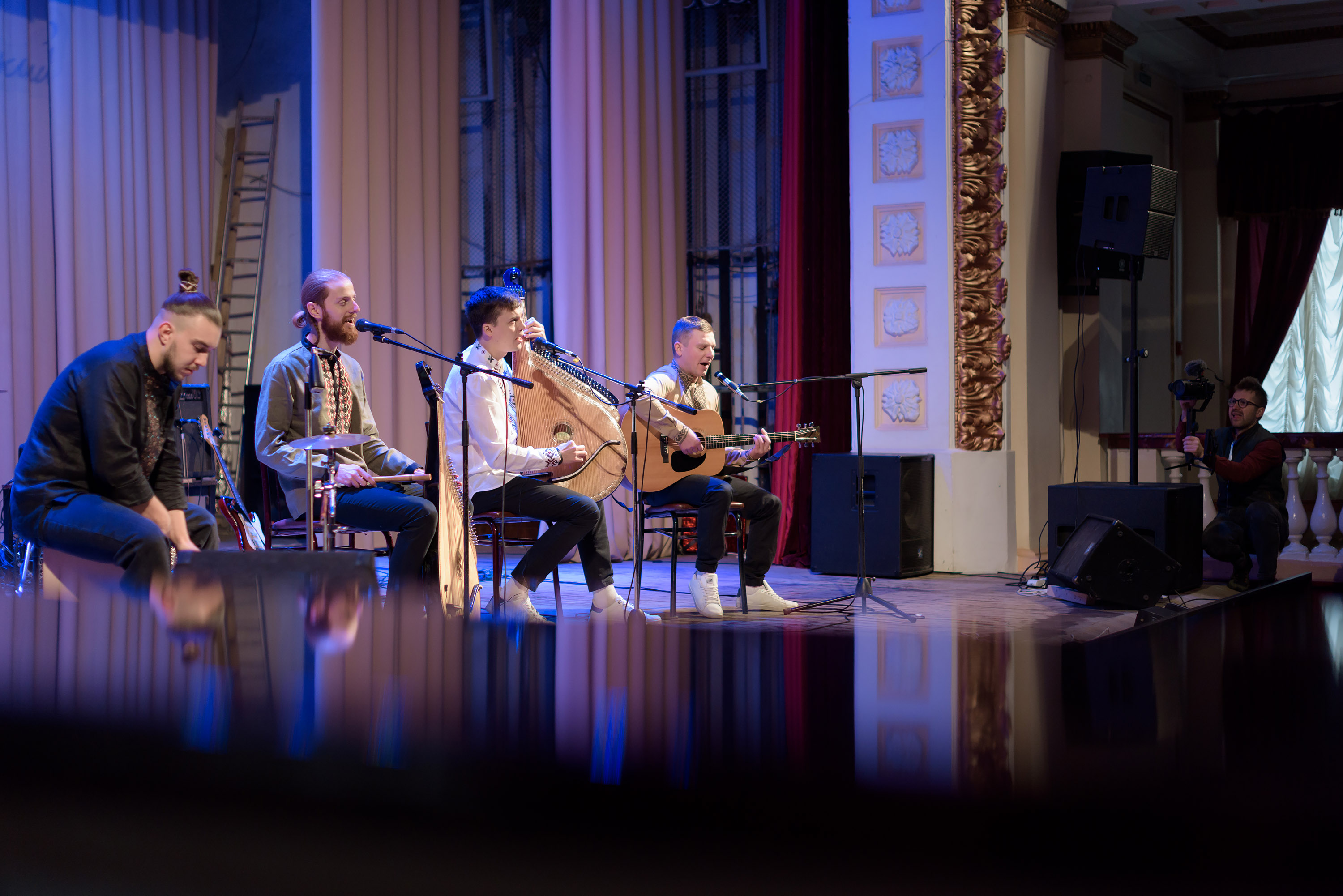
Гурт «Шпилясті кобзарі» на фестивалі Вінграновський ART FEST-2023. Первомайськ, 2023 рік

Фестиваль розмістився на чотирьох локаціях, які отримали назви «Синя зала» (головна сцена МЦКіД ім. Є. Зарницької), «Жовта зала» (салон МЦКіД), «Біла зала» (Первомайський краєзнавчий музей) та «Червона зала» (Мистецький хаб Вінграновського). Чотири зали як чотири грані особистості Вінграновського: поезія, проза, кіномистецтво, громадсько-політична діяльність. Протягом головного фестивального дня у кожній залі паралельно тривала окрема програма. Таким чином організатори розосередили глядачів аби дотриматися вимог безпеки.
Фестиваль було створено в рекордні терміни — всього за 5 тижнів. Протягом цього часу в рамках проєкту було проведено:
- Офлайн-презентацію фестивалю в Києві
- Відкриття виставки народного художника, лауреата Шевченківської премії Андрія Антонюка[13]
- Музейник на підтримку ЗСУ в Первомайському краєзнавчому музеї[14]
- поетичний челендж в соцмережах #вінграновський_вірш,
- концерт гурту «Шпилясті кобзарі» (керівник Ярослав Джусь)[15][неавторитетне джерело]
- концерт гурту «Крутий заміс» (Черкаси)[16][неавторитетне джерело]
- концерт первомайського оркестру «Граймікс» (керівники Андрій та Алла Скакун)[17][неавторитетне джерело]
- відкриття виставки студії Kat.Rina Art «Я — сонця син!»
- презентація простору мистецького хабу «Вінграновський»
- Зустріч з письменниками Павлом Вольвачем, Ларисою Ніцой, Анатолієм Качаном
- Акустичну сольну програму «Оспіване» солістів Національної філармонії України Тетяни Школьної і Романа Смоляра[18][неавторитетне джерело]
- Зустріч з поетом Сашком Обрієм[19]
- Зустріч з мовознавцем, письменником-дисидентом Олексою Різниковим
- Виставу Миколаївського академічного художнього драматичного театру «Це мій народ! Я — син його!»

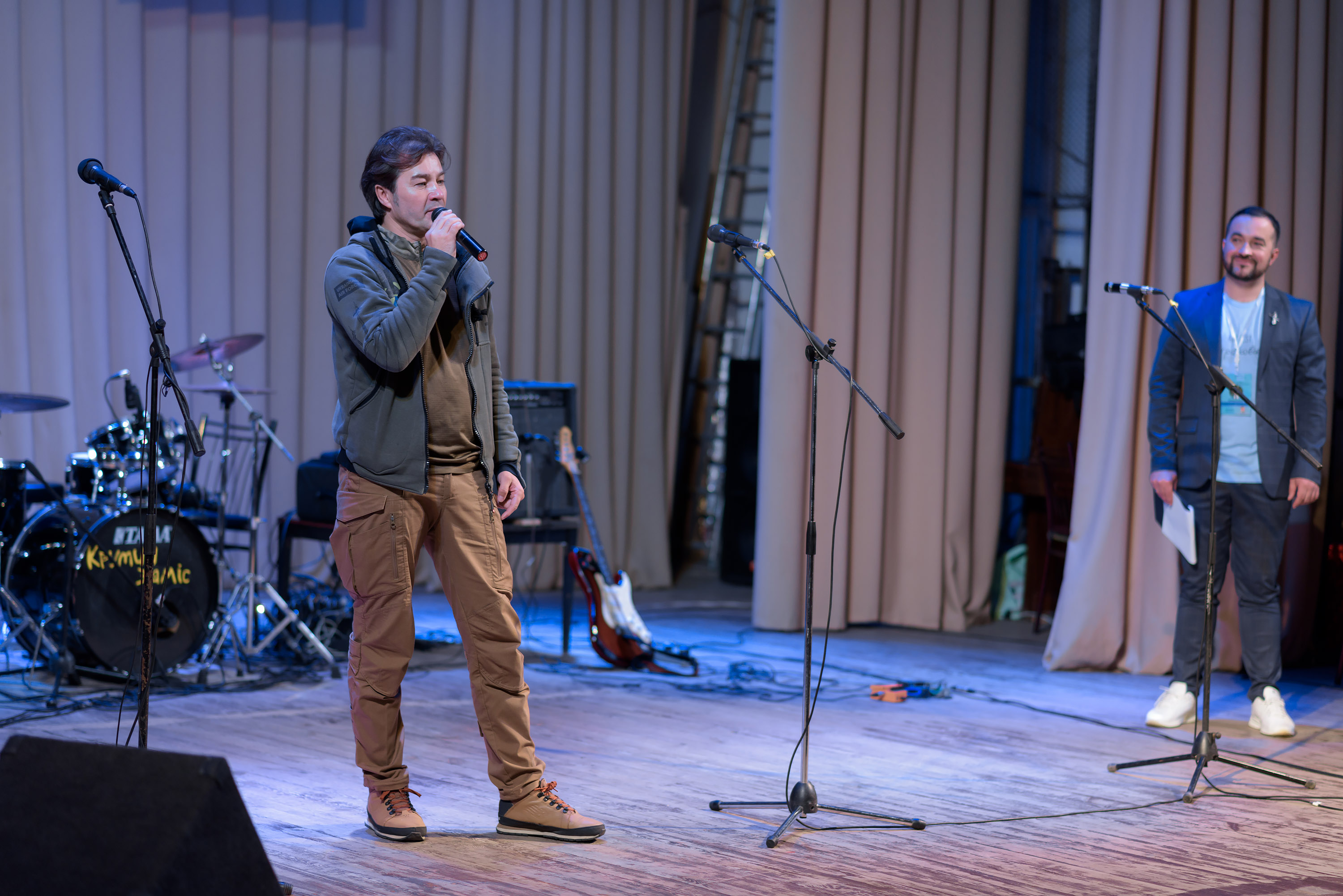
Колишній міністр культури України, актор Євген Нищук на фестивалі Вінграновський ART FEST. Праворуч — засновник фестивалю Олександр Висоцький, Первомайськ, 2023 рік

- Зустріч з народним артистом України Євгеном Нищуком[20][неавторитетне джерело]
- Художнє читання від актриси та мистецької блогерки Оксани Стринадюк[21][неавторитетне джерело]
- Художній майстер-клас від Катерини Баранюк
- Презентацію пісні на слова Вінграновського від Андрія Нестерова
- Зустріч-спогад із рідними та колегами Вінграновського «Ми — коло!»[22]

Ведучими фестивалю стали:
- Юрій Доник
- Павло Вольвач
- Олександр Висоцький
- Анна Панченко.

Фотографи проєкту: Валерій Степанков, Емілія Максимчук, Сергій Савченко та Федір Ковалик.